# Sumphjort
Sumphjort, Blastocerus dichotomus, är Sydamerikas största hjortdjur. Den var förr vanlig i hela Sydamerika, men antalet har kraftigt reducerats på grund av jakt och arten finns idag endast i små isolerade populationer utmed floderna Paraná och Amazonas samt några av deras bifloder. Artbeståndet är listat som sårbart (VU) av IUCN.

## Utseende
Sumphjorten är 1,45 till 2,0 meter lång och har en mankhöjd av 110 till 120 centimeter. Den har anpassat sig till ett liv längs flodstränder och i träskmarker som ger ett naturligt skydd från rovdjur och i synnerhet jaguarer och pumor. Klövarna är långa och förenande med en hudflik som ger fötterna en stor bärande yta när klövarna säras. De är duktiga simmare.
Den väger 100 till 120 kg. Hos hanar förekommer upp till 60 cm långa horn som kan ha förgreningar med upp till fyra taggar på varje sida. De bakre extremiteterna är kraftiga för att göra långa hopp. Pälsen har på ovansidan en kastanjebrun till rödaktig färg, halsen och undersidan är ljusare till vitaktiga. Även kring ögonen och på öronens kanter är pälsen vitaktig.
Sumphjorten har liksom medlemmarna i släktet Odocoileus breda öron och breda framtänder. Angående den korta yviga svansen och den väl utvecklade körteln i ansiktet liknar arten mer pampashjorten.

## Ekologi
Sumphjorten gömmer sig på dagen i den höga växtligheten och letar mellan skymningen och gryningen efter föda. Den äter gräs och andra gröna växter. En hane och en hona lever i par eller en familjegrupp med upp till sex medlemmar lever tillsammans. Honan kan para sig hela året men i Argentina sker parningen vanligen under tidiga sommaren (oktober/november). Dräktigheten varar cirka åtta månader och sedan föds en enda unge. Ungen diar sin mor 6 månader och stannar hos modern hela första levnadsåret. Honor kan para sig kort efter ungens födelse.
På grund av den varierande parningstiden tappar hannar sina horn oberoende av årstiden. Strider där hornen skulle behövas förekommer inte.